# Everybody Draw Mohammed Day

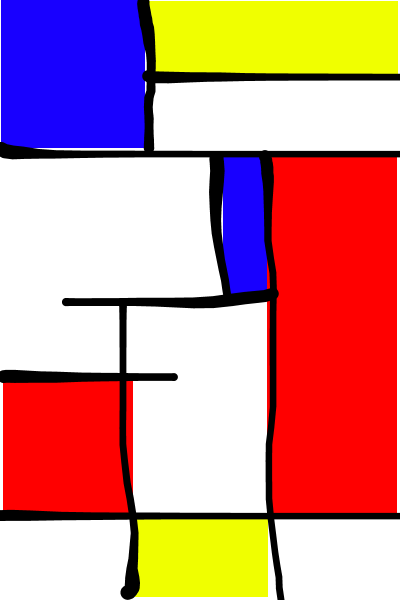
Mohammed im Stil Piet Mondrians

Der Everybody Draw Mohammed Day (deutsch: Malt-alle-Mohammed-Tag), der am 20. Mai 2010 stattfand, war eine Protestaktion vieler Internetgemeinschaften gegen Islamisten, die Gewalt gegen Personen androhen, die den islamischen Propheten Mohammed abzubilden versuchen.

## Geschichte
Abbildungen von Mohammed sind im Islam zwar durch einige Hadith – islamische Texte – untersagt, die generell die Abbildung von lebenden Geschöpfen verbieten, der Koran verbietet diese jedoch nicht ausdrücklich. Die meisten Sunniten glauben, dass bildliche Darstellungen aller Propheten des Islam verboten sein sollten und sind besonders Abbildungen von Mohammed abgeneigt. Die Hauptbedenken sind, dass Bilder zu Idololatrie („Götzendienst“) führen können. Im Schiitentum sind Bilder von Mohammed hingegen heute recht verbreitet, obgleich die Gelehrten der Schia historisch gegen solche Abbildungen waren. Im 21. Jahrhundert kam es wiederholt zu Konflikten zwischen Islamisten und westlichen Medien, die Abbildungen Mohammeds zeigten, etwa den Mohammed-Karikaturen in einer dänischen Tageszeitung 2005.
Die US-amerikanische Animationsserie South Park des Senders Comedy Central beschäftigte sich im Jahr 2010 in zwei Episoden mit dem Thema Zensur im Allgemeinen und mit dem Verbot der Darstellung Mohammeds im Islam im Speziellen – den Episoden 200 und 201. Radikale Islamisten sprachen im April 2010 Todesdrohungen gegen die South-Park-Erfinder Trey Parker und Matt Stone aus, falls sie die Episoden 201, rückwirkend auch 200, ausstrahlen würden. Die Morddrohung wurde noch vor dem Ausstrahlen der Episoden im Internet publiziert. Auf der dortigen Internetpräsenz war zu lesen: “We have to warn Matt and Trey that what they are doing is stupid and they will probably wind up like Theo Van Gogh for airing this show. This is not a threat, but a warning of the reality of what will likely happen to them” (übersetzt: Wir müssen Matt und Trey warnen, dass das, was sie tun, dumm ist und sie vermutlich des Ausstrahlens dieser Show wegen wie Theo Van Gogh enden werden. Dies ist keine Drohung, sondern eine Warnung vor der Wirklichkeit, die ihnen wahrscheinlich zustoßen wird). Van Gogh wurde nach seinem Kurzfilm Submission von einem radikalen Islamisten erschossen. Aufgrund dieser Morddrohungen wurde die Jubiläumsfolge 200 nach ihrer unzensierten Erstausstrahlung zurückgezogen, nicht im Fernsehen wiederholt und nicht im Internet veröffentlicht. Folge 201 wurde nur zensiert ausgestrahlt und zunächst nicht im Internet veröffentlicht.
Diese Zensur aufgrund der Todesdrohungen inspirierte die Comicautorin Molly Norris aus Seattle zu einer Zeichnung im Internet, die als Aufruf diente, von jedem Internetnutzer eine weitere Zeichnung Mohammeds zu erstellen und zu publizieren. Norris sagte, dass es islamistischen Terroristen nicht möglich wäre, jeden zu ermorden, der ein Bild von Mohammed zeichnen würde, und rief mit ihrem Bild zu einem Boykott auf. Innerhalb einer Woche wurde Norris’ Idee auf Facebook weit verbreitet, von zahlreichen Bloggern unterstützt und ebenso von großen US-Zeitungen aufgegriffen. Kurze Zeit später wurde der 20. Mai von einer großen Menge von Facebook-Nutzern zum Everybody Draw Mohammed Day erklärt, von dem sich Norris jedoch distanziert.
Die Regierung Pakistans sperrte als Reaktion darauf zum 19. Mai Facebook, YouTube, Flickr und Wikipedia.
Nachdem der radikalislamische Prediger Anwar al-Awlaki Anfang Juli 2010 im Onlinemagazin Inspire eine Fatwa gegen Norris veröffentlicht hatte, in der er indirekt ihren Tod forderte, wurde sie unter den Schutz des FBI gestellt, auf dessen Rat hin sie im September 2010 ihren Namen änderte und eine neue Identität annahm. Im Jahr 2015 war sie weiterhin untergetaucht.